# Schlierbach (Opper-Oostenrijk)
Schlierbach is een gemeente in de Oostenrijkse deelstaat Opper-Oostenrijk, gelegen in het district Kirchdorf an der Krems (KI). De gemeente heeft ongeveer 2700 inwoners.

## Geografie
Schlierbach heeft een oppervlakte van 19 km². Het ligt in het zuiden van de deelstaat Opper-Oostenrijk, ten zuiden van de stad Wels.

## Bezienswaardigheden
De gemeente is vooral bekend om de abdij Schlierbach, een cisterciënzerinnenabdij.
- Stift Schlierbach: een klooster, hoge barok
  - Stiftskirche: kerk, hoge barok
  - Bibliotheek: 1712, hoge barok
  - Bernardisaal: de hall, hoge barok

## Externe links

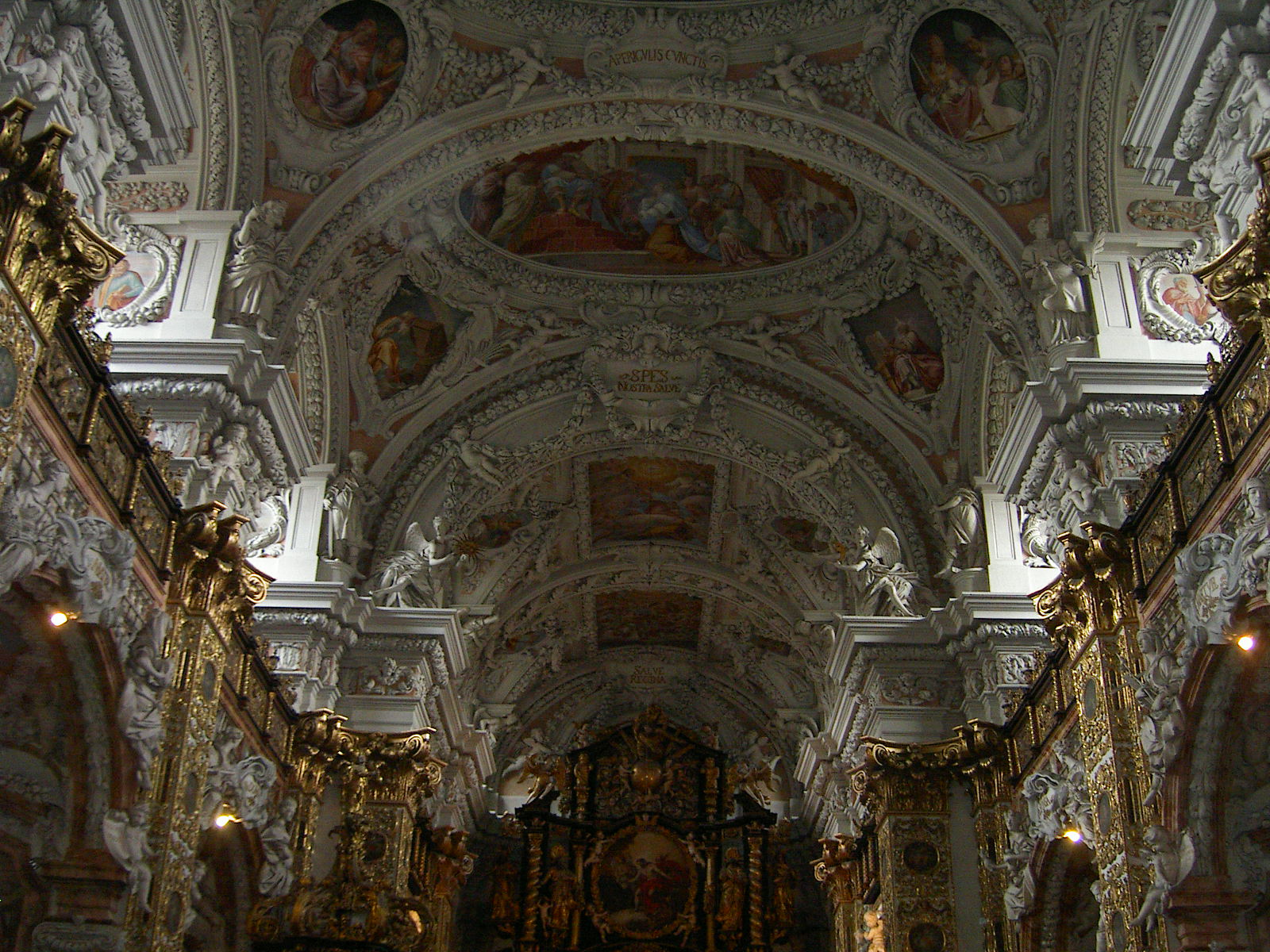
abdij-kerk: interieur

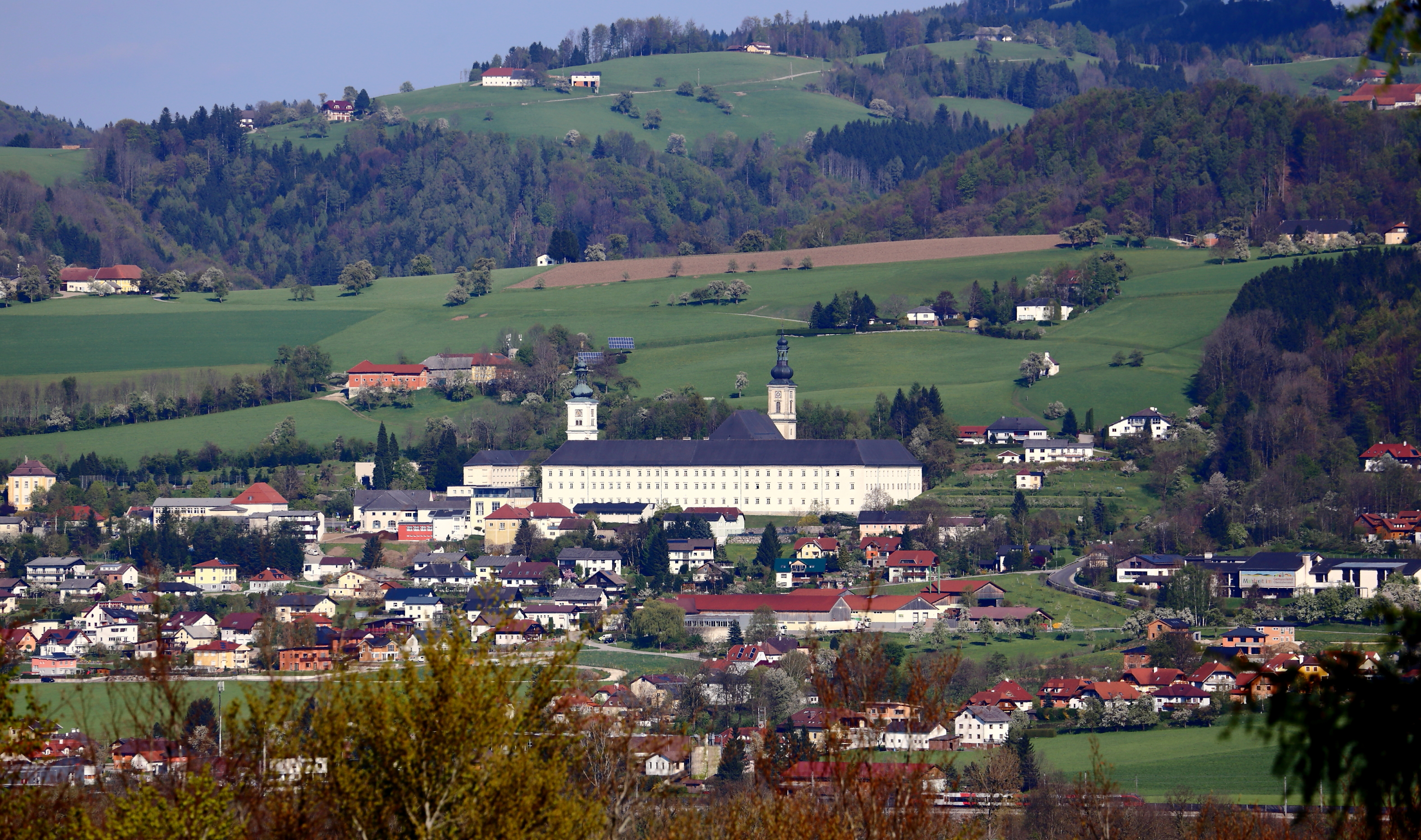
Schlierbach uit het westen